# Родриго де Херес
Родриго де Херес (исп. Rodrigo de Jerez) (годы рождения и смерти — неизвестны) — испанский моряк, член экипажа флагманского корабля «Санта-Мария», на котором Христофор Колумб в 1492 году открыл Америку. Его считают первым европейским курильщиком, и первой жертвой борьбы с курением.
В середине октября 1492 года члены экипажа впервые столкнулись с табаком на острове Сан-Сальвадор в районе Багамских островов. Туземцы Гуанахани вручили им ценные на свой взгляд подарки, в числе которых были связки сухих листьев, распространявшие своеобразный аромат. Экипаж тогда отказался от этих листьев.
Испанцы считали курение табака бессмысленным занятием. Однако, Хересу курение пришлось по душе. Он был единственным членом экипажа, пристрастившимся к табаку. Эту привычку он привёз с собой домой в Испанию.
В 1501 году Родриго де Херес стал первой жертвой антитабачной кампании. Испанцы, увидев, как он выпускает дым изо рта, решили, что моряком овладел дьявол. Он был арестован и приговорён инквизицией к тюремному заключению за курение.
Херес провёл в заключении целых семь лет, пока его не выпустили из тюрьмы в связи с тем, что курение табака было легализовано на всей территории Испании.